# Роговик польовий
Роговик польовий (Cerastium arvense L.) — трав'яниста рослина з роду роговик (Cerastium) родини гвоздичних (Caryophyllaceae).

## Загальна біоморфологічна характеристика

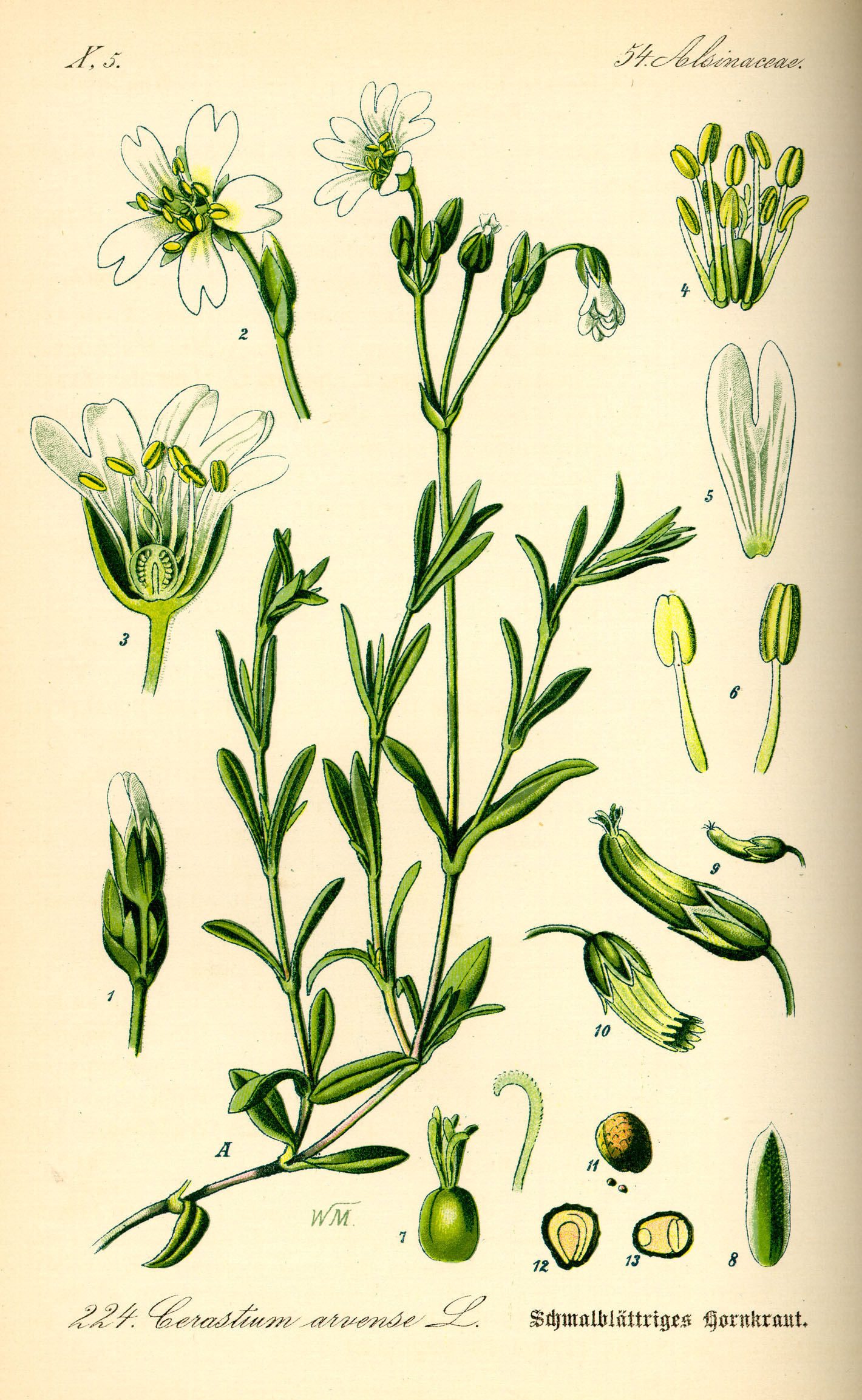
Ілюстрація Cerastium arvense у виданні Отто Вільгельма Томе «Флора Німеччини, Австрії та Швейцарії» («Flora von Deutschland, Österreich und der Schweiz ») 1885 року

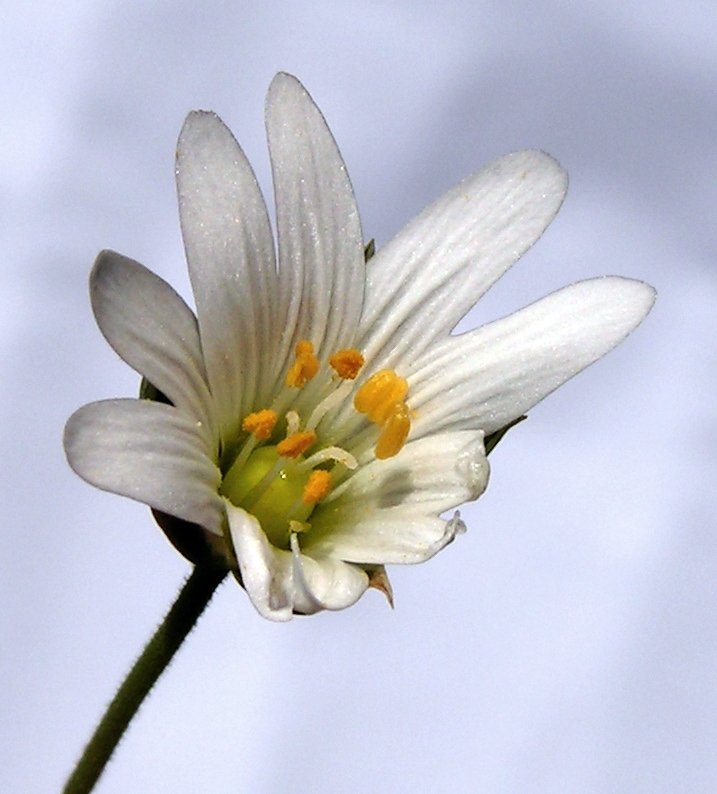
Квітка роговика польового

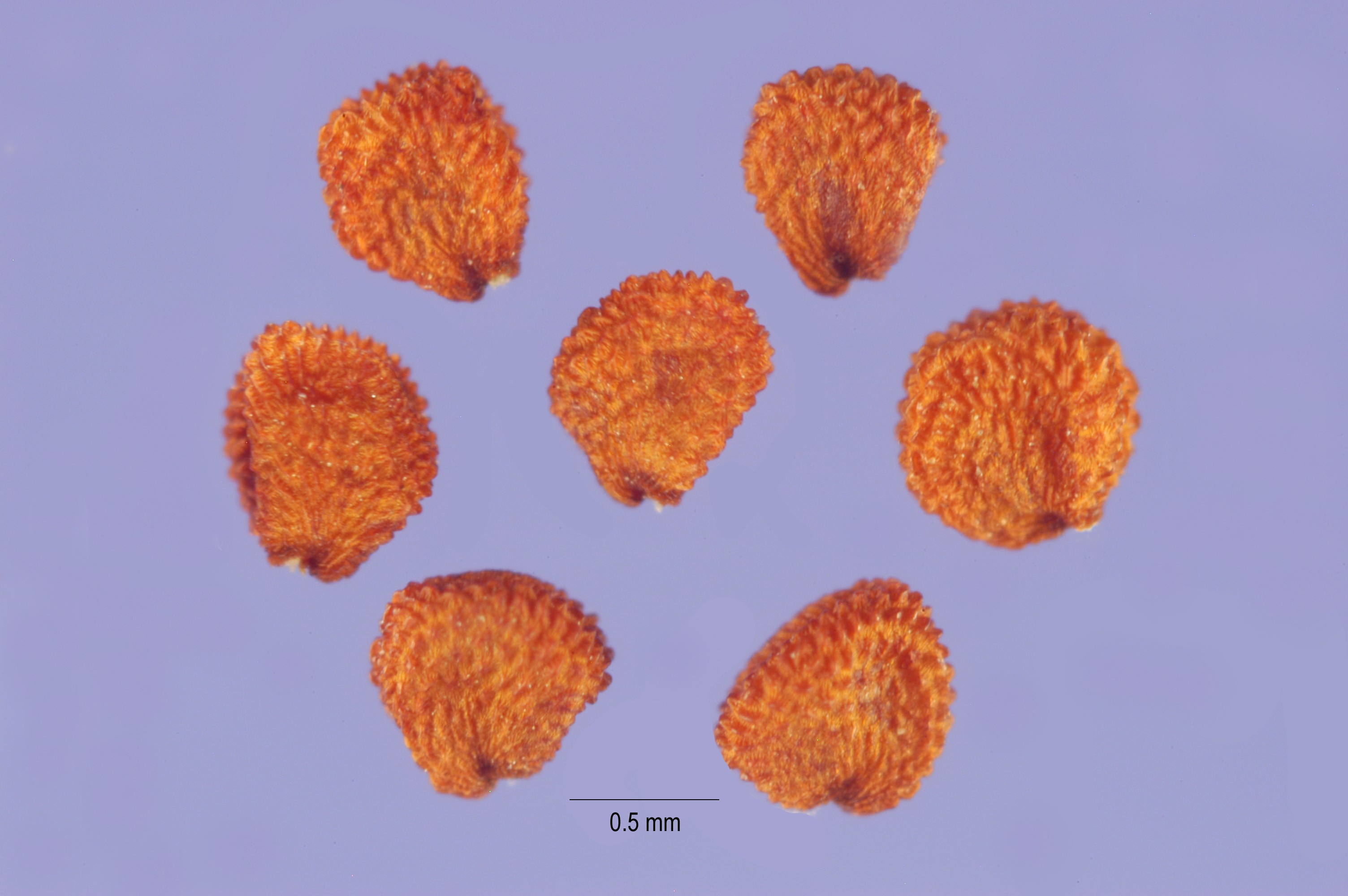
Насіння роговика польового

Багаторічна рослина 10-40 см заввишки. Стебла при основі гіллясті, з розпростертими неквітучими або прямостійними квітучими гілками, в нижній частині покриті простими відхиленими вниз волосками, у верхній — з домішкою залозистих, іноді вся рослина абсолютно гола (Cerastium arvense var. glabellum (Turcz) Fenzl) p подовженими верхніми міжвузлями. Листя ланцетоподібні або широко-лінійні (Cerastium arvense var. angustifolium Fenzl), 1-2 см завдовжки і 1,5-4 мм завширшки, іноді яйцювато-довгасті (Cerastium arvense var. latifolium Fenzl) гоструваті, коротко-запушені. З пазух їх виходять укорочені або подовжені безплідні пагони. Квітки на верхівці стебла в негустих напівзонтиках; приквітки на верхівці і по краях плівчасті. Квітконіжки в 2-3 рази довша за чашечку, при плодах прямостійні, вгорі загнуті. Чашолистки яйцювато-ланцетні, 4-6 мм завдовжки і 1,5-2 мм завширшки, тупі, коротко залозисто-волосисті, широко плівчасто-облямовані. Пелюстки в 2-2,5 рази довші за чашечки, на верхівці надрізані до третини. Коробочка в 1,5 рази довша за чашечку, нагорі ледве вигнута з прямими, по краю загорнутими зубцями. Насіння грушоподібні, дещо стислі з боків, на одному кінці широко округлі, на іншому — тупо дзьобоподібні, 1-2 мм завдовжки і 0,8 мм завширшки. Поверхня їх коричнево-жовта, блискуча з концентрично розташованими горбиками. Цвіте з травня до серпня. Одна рослина дає 300 (220—700) насінин.

## Екологія
Виростає на луках, в розріджених лісах, серед чагарників, біля житла, в посівах. Віддає перевагу сухому і теплому піщаному, лужному ґрунту.

## Поширення
- Африка
  - Північна Африка: Марокко
- Азія
  - Сибір: Росія — Східний Сибір, Західний Сибір
  - Середня Азія: Казахстан; Киргизстан; Таджикистан
  - Монголія
  - Далекий Схід Росії
  - Китай: Провінції — Ґаньсу, Хебей, Хенань, Цзянси, Цзілінь, Внутрішня Монголія, Нінся-Хуейський автономний район, Цінхай, Шеньсі, Шаньсі, Сичуань, Синьцзян, Юньнань
  - Японія — Хоккайдо, Хонсю
  - Корея
- Європа
  - Північна Європа: Ірландія; Велика Британія
  - Середня Європа: Австрія; Бельгія; Чехія; Німеччина; Угорщина; Нідерланди; Польща; Словаччина; Швейцарія
  - Східна Європа: Білорусь; Естонія; Латвія; Литва; Російська Федерація — Європейська частина Росії; Україна
  - Південно-Східна Європа: Албанія; Боснія і Герцеговина; Болгарія; Хорватія; Італія; Північна Македонія; Чорногорія; Румунія; Сербія; Словенія
  - Південно-західна Європа: Франція; Іспанія
  - Північна Америка
  - Субарктична Америка: Канада — Північно-західні території, Юкон; США — Аляска
  - Східна Канада: Нью-Брансвік, Ньюфаундленд, Нова Шотландія, Онтаріо, Острів Принца Едварда, Квебек
  - Західна Канада: Альберта, Британська Колумбія, Манітоба, Саскачеван
  - Північний Схід США: Коннектикут, Індіана, Массачусетс, Мен, Мічиган, Нью-Гемпшир, Нью-Джерсі, Нью-Йорк, Огайо, Пенсільванія, Род-Айленд, Вермонт, Західна Вірджинія
  - Північний Центр США: Іллінойс, Айова, Міннесота, Міссурі, Небраска, Північна Дакота, Південна Дакота, Вісконсин
  - Північний Захід США: Колорадо, Айдахо, Монтана, Орегон, Вашингтон, Вайомінг
  - Південь США: Арканзас, Делавер, Джорджія, Кентуккі, Меріленд, Теннессі, Вірджинія
  - Південний Центр США: Нью-Мексико
  - Південний Захід США: Аризона, Каліфорнія, Невада, Юта

## Господарське значення
Засмічує посіви багаторічних трав, парові поля, в посівах польових і городніх культур зустрічається рідко. Заходи боротьби: лущення стерні, глибока зяблева оранка, передпосівна обробка ґрунту, посів трав тільки очищеним насінням, раннє скошування трав на луках, недопущення огріхів при обробці ґрунту і посіві, чисті пари, знищення бур'яну на необроблених місцях, при необхідності застосування гербіцидів.

## Синоніми
| - Alsine arvensis (L.) E.H.L.Krause - Centunculus angustifolius Scop. - Centunculus arvensis (L.) Scop. - Centunculus rigidus Scop. - Cerastium alpicolum Brügger - Cerastium alpinum All. - Cerastium ambiguum Fisch. ex Ser. - Cerastium angustifolium Vitman - Cerastium arvense subsp. arvense - Cerastium arvense var. arvense - Cerastium arvense f. arvense - Cerastium arvense subsp. arvum (Schur) Schinz & R.Keller - Cerastium arvense f. eglandulosum Kuntze - Cerastium arvense var. eglandulosum (Kuntze) Dostál - Cerastium arvense var. parviflora Dusén - Cerastium arvense var. strictum (L.) Reiche - Cerastium arvense var. taimyrense Tolm. - Cerastium arvense var. tatrae Borbás - Cerastium brachycarpum Schur | - Cerastium busambarense Lojac. - Cerastium caespitosum Kit. ex Rchb. - Cerastium camphoratifolium Steud. - Cerastium carnosulum Turcz. ex Ledeb. - Cerastium collinum Salisb. - Cerastium corsicum Soleirol ex Nyman - Cerastium incanum Ledeb. - Cerastium insubricum Moretti ex Rchb. - Cerastium mendozinense Gillies ex Griseb. - Cerastium mutabile Gren. - Cerastium poelianum Brügger - Cerastium polyphyllum Steven ex Ledeb. - Cerastium serpyllifolium Willd. - Cerastium strictum L. - Cerastium strictum subsp. tatrae (Borbás) Májovský ex Dostál - Cerastium tatrae Borbás - Cerastium uralense Grubov - Leucodonium arvense (L.) Opiz - Stellaria arvensis (L.) Gray |